# Hydrofoilfartøj
Hydrofoilfartøj er et fartøj med bæreplan under skroget, der løfter skroget op over vandoverfladen. Dermed mindskes friktionen mellem båd og vand og det giver mulighed for højere hastighed. Nok af bæreplanet skal blive i vandet for at holde hydrofoilfartøjet over vandet.
Flyvebådene mellem Havnegade i København og Malmø blev mellem 1965 og 1977 betjent af hydrofoilbåde, til de blev afløst af katamaranfærger. 

## Eksterne kilder og henvisninger
- Den Store Danske – Hydrofoilfartøj
- Hydrofoilbåd på Oderfloden

| Skib | Spire Denne artikel om skibe eller både er en spire som bør udbygges. Du er velkommen til at hjælpe Wikipedia ved at udvide den. |